# Imperdible (álbum)
Imperdible es el sexto álbum de la banda chilena Sinergia, y el primer disco en formato DVD y en vivo. Es un álbum de aniversario, pues celebran 15 años de carrera realizado en el Teatro Teletón.

## Listado de canciones
1. Tanto delirio -Sinergia
2. Que te vaya bien -Sinergia
3. Jefe -Sinergia
4. Mujer robusta -Sinergia
5. Chupatrón -Sinergia
6. Amor alternativo -Sinergia
7. Chile Robot -Sinergia
8. Calibraciones -Aparato Raro
9. Concurso -Sinergia
10. Mi auto -Sinergia (Con Andrés Godoy, padre de Bruno)
11. Trámites -Sinergia (Con Andrés Godoy, padre de Bruno)
12. Sopaipillas con mostaza -Sinergia
13. Todos me deben plata -Sinergia
14. Muévete, Retuercete  -Profetas y Frenéticos (Con Claudio Narea, de Profetas y Frenéticos)
15. Niños araña -Sinergia
16. Banda ancha -Sinergia
17. Mi señora -Sinergia
18. Chacalín -Sinergia
19. Síndrome Camboya -Los Peores de Chile (Con Pogo, de Los Peores de Chile)
20. Te enojai por todo -Sinergia
21. Marina y Cabeza de Abajo (Durante los créditos)

## Personal
- Don Rorro: voz
- Pedro Pedrales: guitarra
- Aneres: bajo
- Brunanza: batería
- DJ Humitascontomate; tornamesas y teclados
- DJ Panoramix: tornamesas y pandero

## Invitados
- Pedro Ariel Gonzales "Arielarko" (Hermano de Aneres y actual bajista de la banda) en "Todos me deben Plata"
- Andrés Godoy (Músico y padre de Bruno Godoy) en "Tramites"
- Mario Carneyro "Pogo" (Vocalista de Los Peores de Chile) en "Síndrome Camboya"

- Datos: Q5438819